# The Latest Fashion
The Latest Fashion è il secondo album in studio della band gallese Attack! Attack!, pubblicato il 27 settembre 2010.
Dall'album sono estratti i singoli Not Afraid, We're Not the Enemy e Blood on My Hands.
La band ha pubblicato il brano No Excuses sul sito della Hassle Records. Il cantante della band, Neil Starr, ha rivelato che stavano scrivendo nuovi brani per l'album successivo. Il 26 gennaio si è scoperto che i brani della band erano mandati in onda dalle radio australiane, e 3 giorni dopo, hanno dichiarato che l'album sarebbe stato pubblicato lì in Australia l'11 febbraio attraverso l'Hassle Records.

## Tracce
1. Everyone Knows – 3:21
2. No Excuses – 2:30
3. My Shoes – 3:10
4. Blood on My Hands – 3:53
5. Seen Me Lately – 2:45
6. Latest Fashion – 3:13
7. Nemesis – 2:46
8. Best Mistake – 4:08
9. We're Not the Enemy – 2:57
10. Not Afraid – 3:10
11. No Tomorrow – 4:39

## Formazione
- Neil Starr - voce, chitarra ritmica
- Ryan Day - chitarra solista, voce secondaria
- Will Davies - basso
- Mike Griffiths - batteria, percussioni